# Gazeta de duminecă (1920–1937)
Gazeta de duminecă a fost un ziar editat în Șimleu Silvaniei, județul Sălaj (interbelic) din 11 aprilie 1920.